# Indianópolis (Minas Gerais)
Indianópolis é um município brasileiro do estado de Minas Gerais, Região Sudeste do país. Localiza-se a uma latitude 19º02'19" sul e a uma longitude 47º55'01" oeste, estando a uma altitude de 849 metros. Sua população recenseada em 2022 era de 6 171 habitantes. 
A cidade de Indianópolis situa-se a 64 km de Uberlândia, segunda maior cidade do estado.

## História
A atual cidade de Indianópolis teve origem na primitiva aldeia de Santana do Rio das Velhas, fundada por volta de 1750 pelo coronel Antônio Pires de Campos, após expulsar da região os índios caiapós. O domínio da aldeia, confiado aos jesuítas, logo passou aos índios Bororós. Os jesuítas são perseguidos e expulsos, mas os índios logo vão perdendo suas terras para os brancos. 
O então povoado é citado na literatura pelo naturalista francês Auguste de Saint-Hilaire que o visitou em 1819, o qual deixou relatos sobre as construções, vestimentas e uma conversa com uma indígena local. Sobre o aspecto geral do povoado, o autor relatou: "Esta aldeia foi construída nos campos, sobre uma colina, por cuja base corre um regato cujas águas se vão unir ao Rio das Velhas; compõe-se de umas trinta casas, muito pequenas, quase quadradas, e cobertas de sapé. Umas se dispersam sem ordem pela colina; outras marginam uma praça quadrangular de que um dos lados é formado pela igreja."
O povoado cresce e, em 1840 é elevado a freguesia, com o nome de Freguesia dos Índios da Aldeia de Santana do Rio das Velhas, conforme a pela Lei Provincial nº 184, de 03-04-1840. O distrito foi posteriormente extinto pela Lei Provincial nº 1195, de 06-08-1864 e foi novamente recriado como distrito da cidade de Araguari pela Pela Lei Provincial nº 1657, de 14-09-1870.
Indianópolis foi elevado à categoria de município pelo Decreto-Lei Estadual nº 148, de 17-12-1938, desmembrado de Araguari.

## Economia
A cidade tem um grande potencial agrícola, principalmente o café, cuja área destinada à colheita em 2014 foi estimada em 3.750 hectares pelo IBGE.
Possui uma área de 831,57 km².

## Distâncias aos principais centros
- Uberlândia 64 km
- Uberaba 158 km
- Araguari 60 km
- Belo Horizonte 540 km